# Forêt Ben Shemen

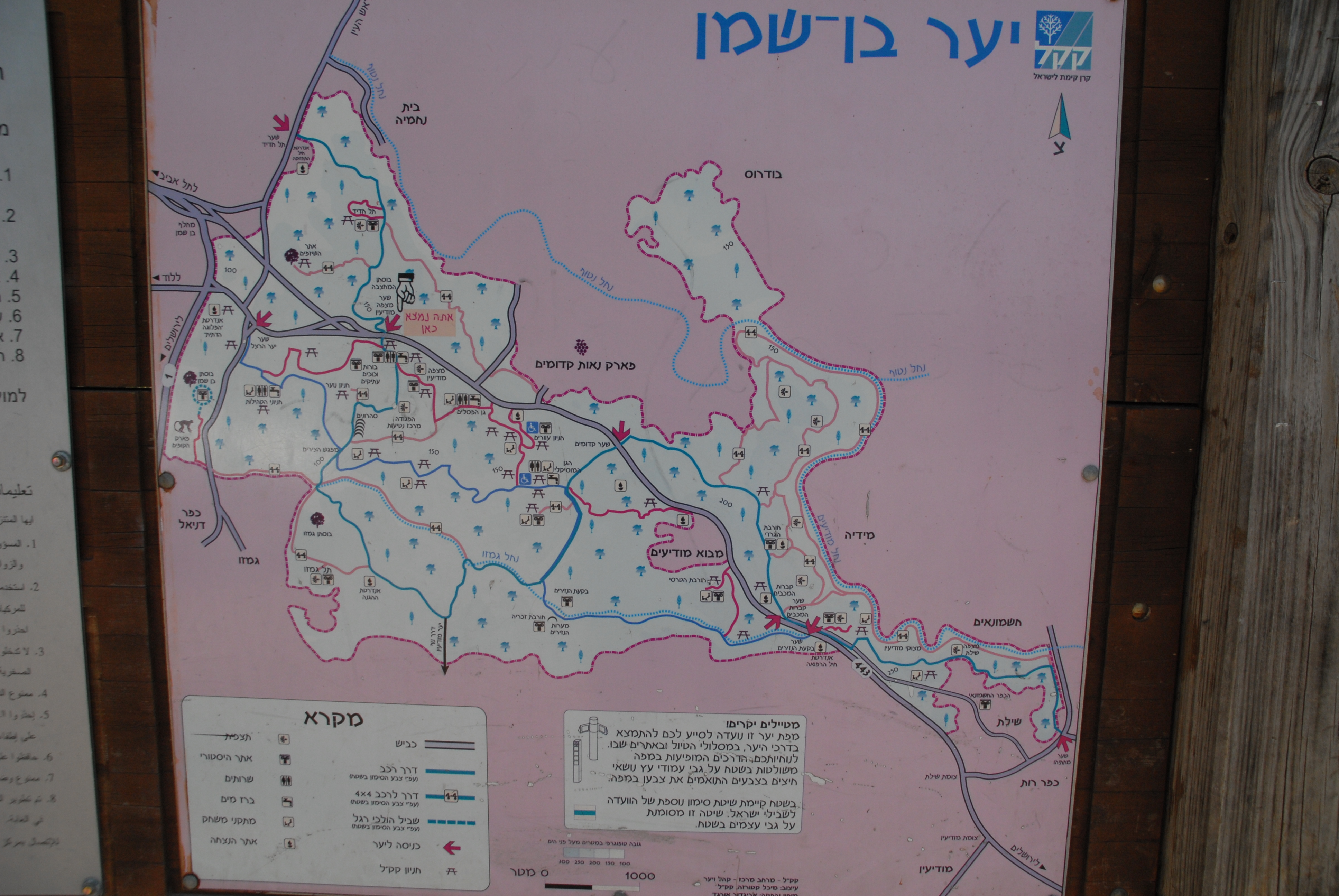
Carte touristique

La Forêt Ben Shemen (en hébreu : יער בן שמן) est la plus grande forêt du centre d'Israël et l'une des plus grandes du pays, couvrant une superficie de 22 000 Dounam (22 km2). Dans la forêt, il y a des aires de pique-nique et des itinéraires de vélo et de randonnée. Elle est située de part et d'autre de la route 443, entre l'Échangeur Ben Shemen et la ville de Modiin-Maccabim-Reout. Les premiers arbres ont été plantés par la Fonds national juif en 1907.